# 정말 큰 내 마이크
정말 큰 내 마이크(My Really Big Mike)는 한국에서 제작된 우선호 감독의 2005년 영화이다. 오창경 등이 주연으로 출연하였고 장유정 등이 제작에 참여하였다.

## 출연

### 주연
- 오창경
- 이승원
- 조연호

### 조연
- 박종일

## 제작진
- 조명: 신경원
- 조연출: 공혜선
- 녹음: 김희정
- 미술: 윤미선